# St. Michaels (Maryland)
St. Michaels is een plaats (town) in de Amerikaanse staat Maryland, en valt bestuurlijk gezien onder Talbot County.

## Demografie
Bij de volkstelling in 2000 werd het aantal inwoners vastgesteld op 1193.

## Geografie
Volgens het United States Census Bureau beslaat de plaats een oppervlakte van
2,3 km², waarvan 2,1 km² land en 0,2 km² water.

## Plaatsen in de nabije omgeving
De onderstaande figuur toont nabijgelegen plaatsen in een straal van 24 km rond St. Michaels.